# 이나바촌 (도치기현)
이나바촌(稲葉村)은 도치기현의 중남부. 시모쓰가군에 속했던 촌이다.

## 역사
- 1889년 4월 1일 - 정촌제 시행에 의해 시모쓰가군 이나바촌이 성립하였다.
- 1954년 11월 3일 - 미부정과 합병해, 새로운 미부정이 되었다.